# François-Antoine-Joan Mazure
François-Antoine-Joan Mazure est un enseignant et historien français, né à Paris en 1776, mort dans la même ville en 1828. 
Il est successivement inspecteur, puis recteur de l’académie d’Angers (1809), inspecteur général des études (1817) et censeur des journaux (1820). 

## Œuvres
Ses principaux ouvrages sont : 
- Rudiments des petites écoles ou Traité de l’instruction primaire (Angers, 1812) ;
- De la représentation nationale et de la souveraineté en Angleterre et en France (Paris, 1821) ;
- Histoire de la révolution de 1688 en Angleterre (Paris, 1825, 3 vol. in-8°).

## Source
« François-Antoine-Joan Mazure », dans Pierre Larousse, Grand dictionnaire universel du XIXe siècle, Paris, Administration du grand dictionnaire universel, 15 vol., 1863-1890 [détail des éditions].